# Alamella androgyne
Alamella androgyne är en stekelart som beskrevs av Trjapitzin 1989. Alamella androgyne ingår i släktet Alamella och familjen sköldlussteklar.
Artens utbredningsområde är Algeriet. Inga underarter finns listade i Catalogue of Life.